# Penicillium glaucoalbidum
Penicíllium glaucoálbidum (лат.) — вид несовершенных грибов (телеоморфная стадия неизвестна), относящийся к роду Пеницилл (Penicillium). Ранее выделялся в род Thysanophora как Thysanóphora penicillioídes.

## Описание
На хвойном опаде образует тёмно-коричневые конидиеносцы, представленные ножкой с одной или несколькими кисточками. Ножка иногда коленчато изогнутая, септированная, с толстостенными тёмно-коричневыми клетками, к верхушке с более тонкими стенками и более светлыми. Нередко после образования верхушечной кисточки с фиалидами наблюдается субапикальная пролиферация ножки, в результате чего образуются конидиеносцы с группой боковых кисточек (как правило, до 5, отмечалось до 23). Кисточки сначала неокрашенные или светло-коричневые, затем темнеют. Метулы по 3—8 в мутовке, 11—22 мкм длиной. Фиалиды по 3—8 в пучке, фляговидные, 7—14,5 × 2,5—4 мкм. Конидии почти шаровидные до лимоновидных, шероховатые, почти неокрашенные до светло-коричневых, 1,8—6,7 × 1,4—4 мкм.
Колонии на агаре с солодовым экстрактом (MEA) на 15-е сутки 2,5—5,5 см в диаметре. Спороношение от практически не выраженного до обильного, в серо-оливковых тонах, иногда более бледное. Конидиеносцы часто более тонкие и длинные (до 2400 мкм длиной), чем на природном субстрате. Иногда образуются оливково-бежевые склероции до 450 мкм в диаметре.

## Экология
Встречается на разлагающемся опаде хвойных деревьев — ели, пихты, тсуги. Широко распространённый вид.

## Таксономия
Penicillium glaucoalbidum (Desm.) Houbraken & Samson, Stud. Mycol. 70: 47 (2011). — Sclerotium glaucoalbidum Desm., Ann. Sci. Nat. Bot. 16: 329 (1851).

### Синонимы
- Haplographium penicillioides Roum., 1890
- Sclerotium glaucoalbidum Desm., 1851
- Thysanophora glaucoalbida (Desm.) M.Morelet, 1968
- Thysanophora penicillioides (Roum.) W.B.Kendr., 1961